# Sławomir Wojciechowski (generał)
Sławomir Piotr Wojciechowski (ur. 30 września 1963 w Węgorzynie) – generał Wojska Polskiego; doktor nauk o bezpieczeństwie (2017); dowódca 4 Pułku Przeciwlotniczego (2004–2007); dowódca 17 Brygady Zmechanizowanej (2008–2012); dowódca Wielonarodowego Korpusu Północno–Wschodniego (2018–2021); od 14 lipca 2022 Polski Przedstawiciel Wojskowy przy Komitecie Wojskowym NATO i Komitecie Wojskowym UE.

## Przebieg służby wojskowej
W 1987 ukończył Wyższą Szkołę Oficerską Wojsk Obrony Przeciwlotniczej w Koszalinie, po czym promowany został na pierwszy stopień oficerski podporucznika. Zawodową służbę wojskową rozpoczął w macierzystej uczelni, gdzie kolejno zajmował stanowiska: dowódcy plutonu, dowódcy stacji, baterii rakiet plot, dowódcy baterii podchorążych. W 1993 został skierowany na studia dowódczo–sztabowe w Akademii Obrony Narodowej. W latach 1995–1997 dowodził dywizjonem artylerii przeciwlotniczej w 3 Brygadzie Pancernej w Trzebiatowie. W 1998 w tej samej jednostce – przeformowanej w 36 Brygadę Pancerną, a w 1999 w 36 Brygadę Zmechanizowaną – sprawował stanowisko szefa obrony przeciwlotniczej. 
W marcu 1999 skierowany został do Zielonej Góry, gdzie w stopniu podpułkownika objął funkcję zastępcy dowódcy 4 Pułku Przeciwlotniczego, którym był do 2004, po czym 28 maja tego roku w obecności dowódcy 11 Dywizji Kawalerii Pancernej gen. Waldemara Skrzypczaka przyjął obowiązki dowódcy pułku i po uzyskaniu przez pułk tytułu „Zielonogórski”, był dowódcą 4 Zielonogórskiego Pułku Przeciwlotniczego w stopniu pułkownika do 2007. W 2001 ukończył podyplomowe studia dowódczo–sztabowe w brytyjskiej Akademii Dowódczo-Sztabowej (Joint Services Command and Staff College - JSCSC) w Shrivenham w Wielkiej Brytanii oraz kurs Połączonego Centrum Operacji NATO w Oberammergau w Niemczech (2002). W 2005 był szefem sztabu Wielonarodowej Dywizji Centrum-Południe IV zmiany Polskiego Kontyngentu Wojskowego w Iraku.

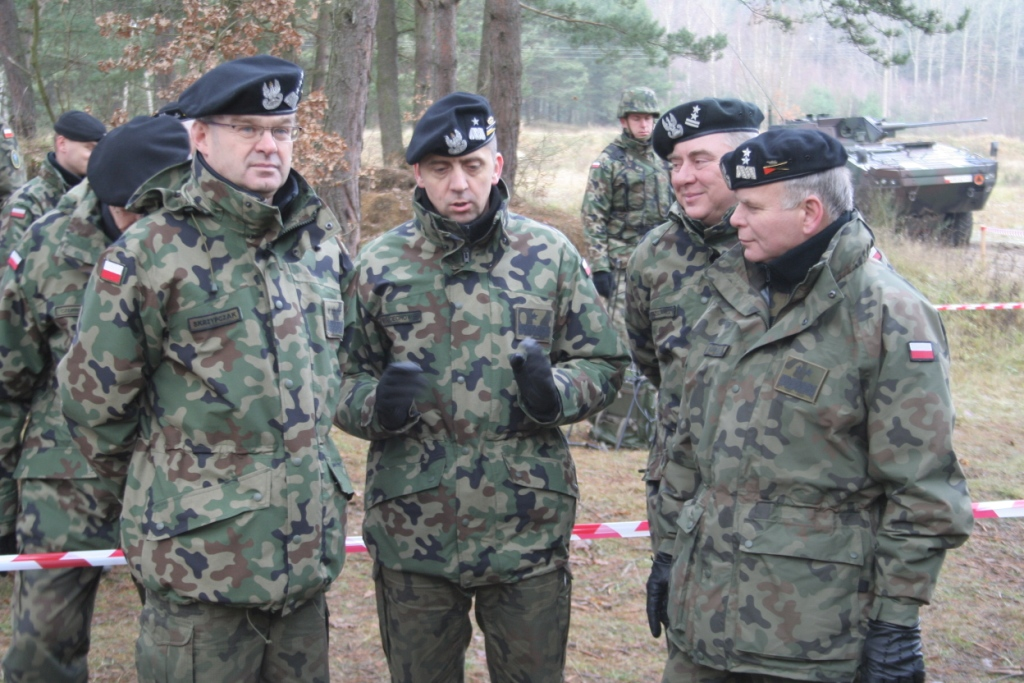
Od lewej gen. Skrzypczak, gen. Wojciechowski i gen. Lamla

W 2007 został skierowany do Żagania na stanowisko szefa szkolenia 11 Dywizji Kawalerii Pancernej. W 2008 ukończył roczne podyplomowe studia polityki obronnej w US Army War College w Carlisle Barracks w stanie Pensylwania w USA. 15 września 2008 objął dowodzenie w obecności dowódcy 11 DKPanc gen. dyw. Pawła Lamli 17 Brygadą Zmechanizowaną w Międzyrzeczu i Wędrzynie. 8 listopada 2008 prezydent RP Lech Kaczyński mianował go generałem brygady. W latach 2009–2010 17 WBZ jako pierwsza jednostka z Polski była trzonem Grupy Bojowej Unii Europejskiej (Force HeadQuarters Commander GBUE/I 2010), której był dowódcą. Od kwietnia 2011 do października 2011 dowodził IX zmianą PKW w Afganistanie. Dowodzenie brygadą z Międzyrzecza przekazał 5 stycznia 2012 gen. Rajmundowi Andrzejczakowi.
W 2012 objął stanowisko zastępcy szefa Zarządu Planowania Operacyjnego – P3 w Sztabie Generalnym WP. 10 kwietnia 2012 odebrał honorowy tytuł „Przodujący Oddział Wojska Polskiego”. W 2013 został dyrektorem Departamentu Strategii i Planowania Obronnego MON, jednocześnie zajmując to stanowisko, pracował także w Zespole ds. Nowego Systemu Kierowania i Dowodzenia SZ RP i po jego wprowadzeniu został szefem tego zespołu, którego zadaniem było przygotowanie oceny ówczesnej reformy. 
W 2015 został zastępcą Dowódcy Operacyjnego Rodzajów Sił Zbrojnych. Z dniem 1 stycznia 2017 został mianowany na stanowisko Dowódcy Operacyjnego Rodzajów Sił Zbrojnych. Postanowieniem Prezydenta RP z dnia 9 stycznia 2017 został mianowany na stopień generała dywizji. Nominację wręczył prezydent Andrzej Duda na wniosek ministra obrony narodowej Antoniego Macierewicza. W 2017 obronił doktorat na Akademii Sztuki Wojennej. 22 lutego 2018 prezydent RP Andrzej Duda, na wniosek ministra obrony narodowej Mariusza Błaszczaka, mianował go na stopień generała broni, odpowiadającego etatowi przypisanemu do stanowiska dowódcy operacyjnego. Akt mianowania odebrał z rąk prezydenta Andrzeja Dudy 1 marca 2018 w trakcie obchodów Narodowego Dnia Pamięci „Żołnierzy Wyklętych”.
12 września 2018 został skierowany do Szczecina na stanowisko dowódcy Wielonarodowego Korpusu Północno-Wschodni, którym był do 19 listopada 2021. W 2020 był w składzie Rady Programowej Akademii Wojsk Lądowych im. generała Tadeusza Kościuszki we Wrocławiu. W listopadzie 2021 minister obrony narodowej Mariusz Błaszczak skierował go do rezerwy kadrowej w ramach wykonywania zadań w Sztabie Generalnym Wojska Polskiego. 14 lipca 2022 objął funkcję Polskiego Przedstawiciela Wojskowego przy Komitetach Wojskowych NATO i UE. 3 maja 2024 został mianowany na stopień generała.
Żona Renata, córki Aleksandra i Anna.

## Awanse
- podporucznik – 1987[3]

(...)
- generał brygady – 8 listopada 2008[38]
- generał dywizji –  9 stycznia 2017[39]
- generał broni – 1 marca 2018[26]
- generał – 3 maja 2024[40]

## Ordery, odznaczenia i wyróżnienia

### Ordery i odznaczenia
- Krzyż Komandorski Orderu Odrodzenia Polski – 2024[41]
- Krzyż Kawalerski Orderu Odrodzenia Polski – 2005[42]
- Krzyż Komandorski Orderu Krzyża Wojskowego – 2011[43][44]
- Brązowy Krzyż Zasługi – 2001[45]
- Wojskowy Krzyż Zasługi – 2016[46]
- Gwiazda Iraku – 2005
- Gwiazda Afganistanu – 2011[47]
- Złoty Medal „Siły Zbrojne w Służbie Ojczyzny” – 2012[47]
- Srebrny Medal „Siły Zbrojne w Służbie Ojczyzny” – 2005[48]
- Brązowy Medal „Siły Zbrojne w Służbie Ojczyzny” – 2000[49]
- Złoty Medal „Za zasługi dla obronności kraju” – 2011[49]
- Srebrny Medal „Za zasługi dla obronności kraju” – 2005[49]
- Brązowy Medal „Za zasługi dla obronności kraju” – 1996[49]
- Medal 100-lecia ustanowienia Sztabu Generalnego Wojska Polskiego – 2018[50]
- Medal „W służbie Bogu i Ojczyźnie” – 2019[51]
- Illinois National Guard Distinguished Service Medal – 2005[49]

### Odznaki i wyróżnienia
- Medal Pamiątkowy Wielonarodowej Dywizji Centrum-Południe w Iraku
- Kordzik Honorowy Sił Zbrojnych RP (Wojska Lądowe) – 2011[47][52]
- Odznaka Honorowa Wojsk Lądowych
- Odznaka pamiątkowa 3 Brygady Pancernej – 1997
- Odznaka pamiątkowa 4 Pułku Przeciwlotniczego – 1999, ex officio
- Pamiątkowa Szabla – 2004[a]
- Odznaka pamiątkowa 11 Dywizji Kawalerii Pancernej – 2007
- Odznaka pamiątkowa 17 Brygady Zmechanizowanej – 2008, ex officio
- laureat Buzdygana za 2009 Polski Zbrojnej – 2009[53][13]
- Buzdygan pod flagą Uni Europejskiej – 2010[54]
- Odznaka pamiątkowa Sztabu Generalnego WP – 2012
- Odznaka tytułu honorowego „Zasłużony Żołnierz RP” I Stopnia (Złota)[55]
- Odznaka pamiątkowa Dowództwa Operacyjnego Rodzajów Sił Zbrojnych – 2017, ex officio
- Odznaka pamiątkowa Wielonarodowego Korpusu Północno-Wschodniego – 2018, ex officio
- honorowy tytuł „Wzorowy Pododdział Wojsk Lądowych” – 2006[b]
- honorowy tytuł „Przodujący Oddział Wojska Polskiego” – 2009[c]
- honorowy tytuł „Przodujący Oddział Wojska Polskiego” – 2012[d]
- Statuetka Nobilis – 2018[e]
- Odznaka pamiątkowa Muzeum Wojska Polskiego – 2017[58]

i inne